# Amercaenis cusabo
Amercaenis cusabo är en dagsländeart som beskrevs av Provonsha och Mccafferty 2006. Amercaenis cusabo ingår i släktet Amercaenis och familjen slamdagsländor. Inga underarter finns listade i Catalogue of Life.